# Elevador Lacerda
Koordinaten: 12° 58′ 27,3″ S, 38° 30′ 47,3″ W

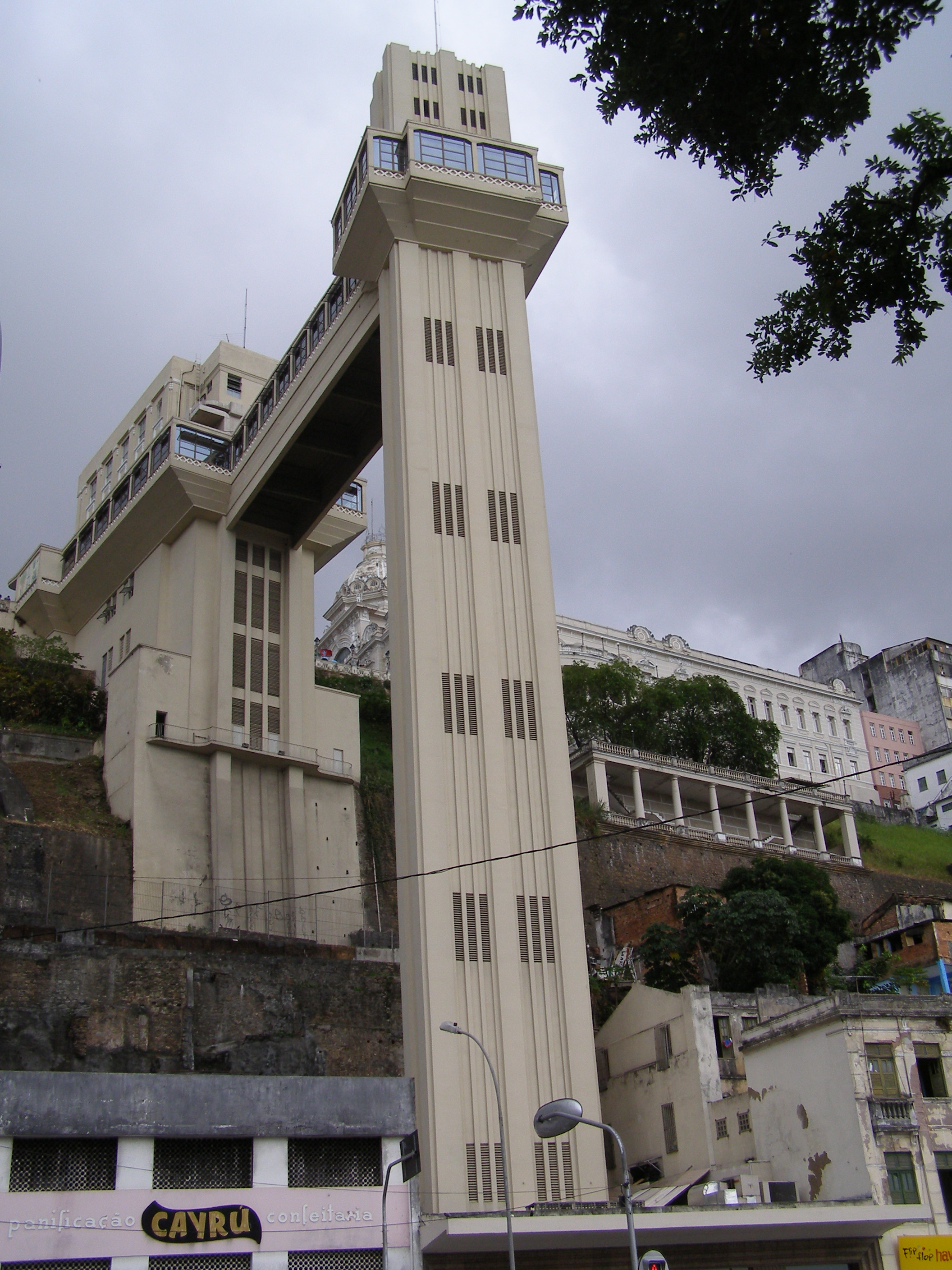
Elevador Lacerda, Salvador, Brasilien

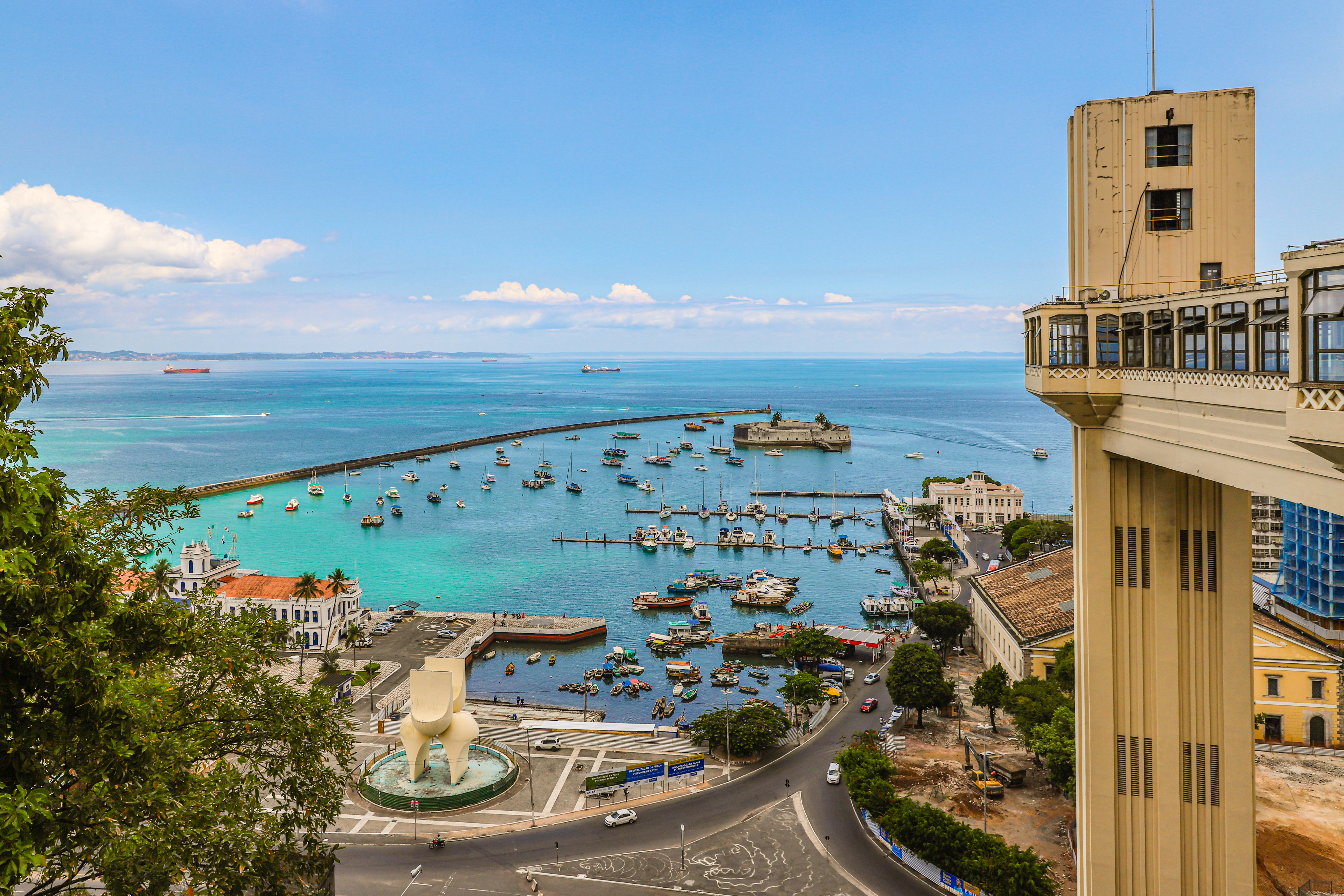
Lacerda-Aufzug, 2019

Der Elevador Lacerda ist ein Schnellaufzug, der die Unterstadt mit der Oberstadt der brasilianischen Metropole Salvador verbindet. Er ist nach seinem Erbauer, dem Unternehmer Antônio Lacerda benannt.

## Ursprüngliche Konstruktion
Die Errichtung begann im Oktober 1869 unter Verwendung aus Großbritannien importierter Baumaterialien. Am 8. Dezember 1873 wurde das Bauwerk mit zwei hydraulischen Einzelaufzügen für jeweils 23 Fahrgäste eingeweiht, zunächst unter dem Namen Elevador Hidráulico da Conceição. Die Umbenennung in Elevador Lacerda erfolgte im Jahr 1896.

## Erweiterungen
Bisher wurden vier wesentliche technische Erweiterungen und Inspektionen vorgenommen: 
- Von Juli 1906 bis Januar 1907 erfolgte die Elektrifizierung des Aufzugs.
- 1930 wurden die beiden alten Aufzugskabinen durch vier neue mit einem Fassungsvermögen von jeweils 27 Personen ersetzt. Zwei der neuen Kabinen wurden in einem ebenfalls neu errichteten zweiten Turm des Bauwerks untergebracht, der in den Berghang eingelassen ist und aus dem Felsen herausragt – im Gegensatz zum besser sichtbaren ersten Turm, der bis auf die Höhe der Unterstadt herabreicht.
- Zu Beginn der 1980er Jahre wurde eine Überprüfung der kompletten Bausubstanz durchgeführt.
- 1997 folgte eine Inspektion der gesamten Elektrik und Elektronik.

## Weitere Daten
- Standort: Stadtteil Graça; Praça Tomé de Souza in der Oberstadt, Praça Cairu in der Unterstadt
- Überwindung eines Höhenunterschiedes von 72 Metern in ca. 30 Sekunden
- Beförderung von bis zu 900 000 Fahrgästen pro Monat
- Kosten pro Fahrt: 0,15 R$